# Gleichen (Gotinga)
Gleichen é um município da Alemanha localizado no distrito de Gotinga, estado de Baixa Saxônia.